# Andinagrion saliceti
Andinagrion saliceti är en trollsländeart som först beskrevs av Friedrich Ris 1904.  Andinagrion saliceti ingår i släktet Andinagrion och familjen dammflicksländor. Inga underarter finns listade i Catalogue of Life.